# Śalabhandźika

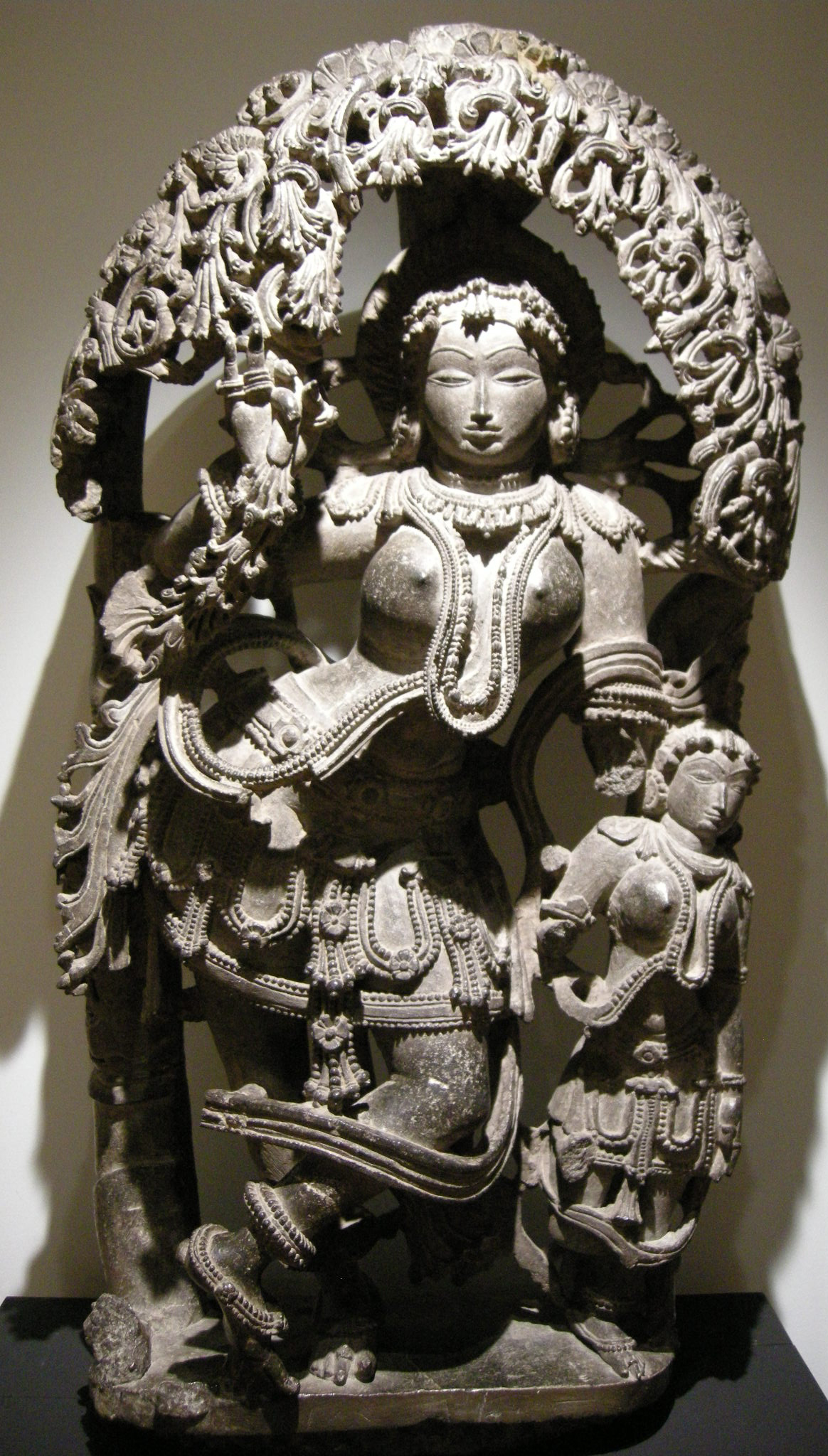
Śalabhandźika, rzeźba hojsalska

Śalabhandźika – popularny motyw w starożytnej rzeźbie indyjskiej, przedstawienie nimfy jakszi stojącej pod drzewem w pełnej gracji pozie nazywanej tribhanga. Sanskrycka nazwa śalabhandźika znaczy "odłamująca gałązkę drzewa śala". Tego typu przedstawienia, zwane madanika, zazwyczaj wkomponowane są w obiekty architektoniczne, często występują w architekturze buddyjskiej, gdzie nawiązują do narodzin Buddy pod drzewem śala. Według tradycji podczas porodu matka Buddy chwyciła gałąź tego drzewa. Do najbardziej znanych należą nimfy wkomponowane w torany w Sańći.
Motyw nimfy pod drzewem początkowo związany był z kultem płodności, w późniejszym okresie ma znaczenie czysto ornamentalne, wykorzystywany jest w pobliżu garbhagryha świątyń hinduskim, najczęściej tam, gdzie dokonuje się rytualnej cyrkumambulacji. Przedstawienia takie są szczególnie częste w hojsalskich świątyniach w Belur i Halebidzie w stanie Karnataka.